# Африканский гусь
Африканская порода гусей — гусиная порода азиатского происхождения, имеющая сходство с китайскими гусями.

## Происхождение
Несмотря на своё название, порода выведена не в Африке, а в Азии. Так же, как и их родственник, китайская порода домашних гусей, африканские гуси произошли от дикого сухоноса (лат. Anser cygnoides).

## Экстерьер
По окраске оперения африканские гуси похожи на китайских, но их можно различить следующим образом: у африканских гусей «кошелёк» под клювом больше.

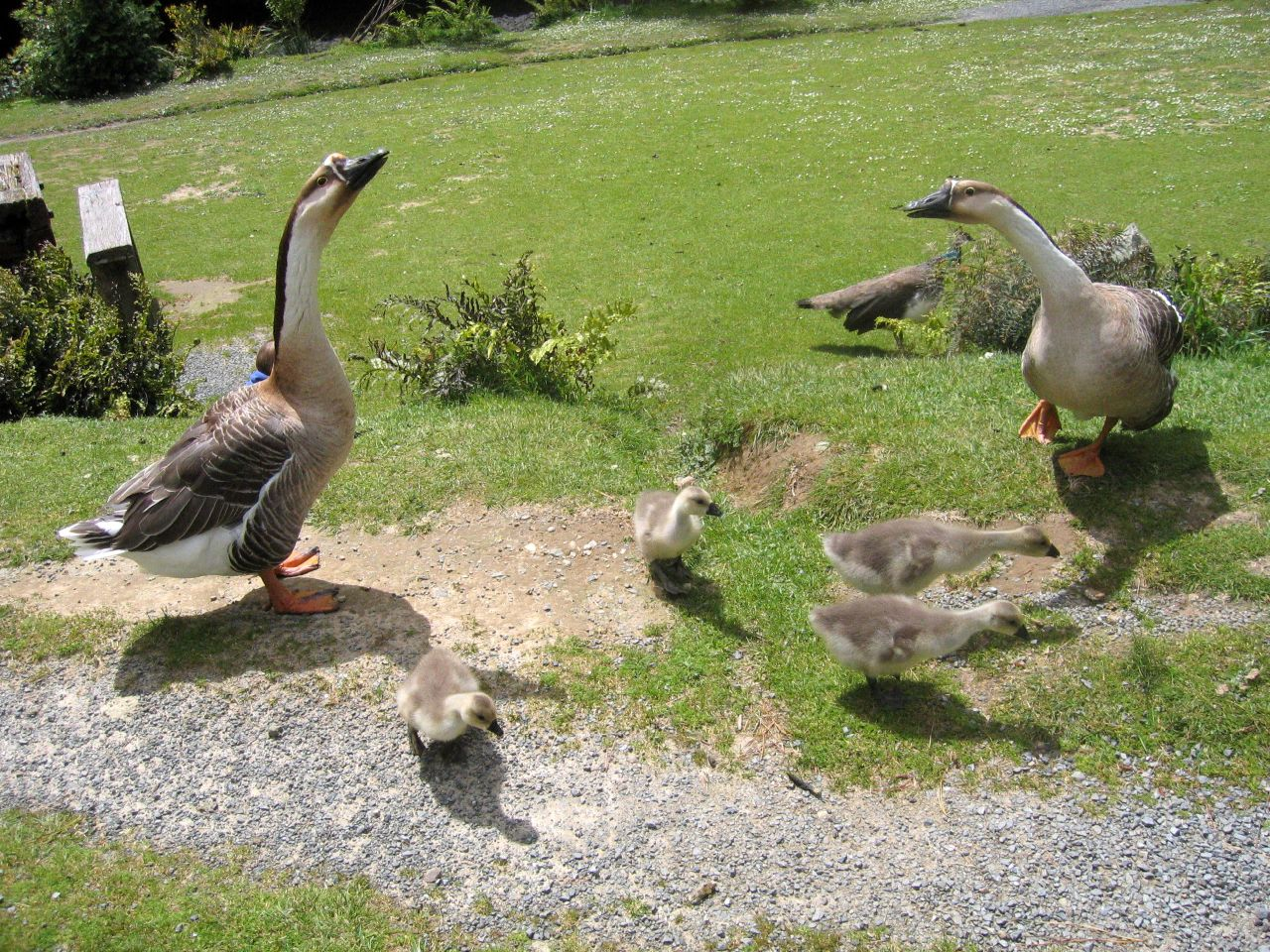
Семейство китайских гусей (коричневой разновидности) в Новой Зеландии